# Leichtathletik-Weltmeisterschaften 2011/Teilnehmer (Niederlande)
| Gelbes Symbol für Goldmedaillen mit stilisierten Olympischen Ringen | Graues Symbol für Silbermedaillen mit stilisierten Olympischen Ringen | Braundes Symbol für Bronzemedaillen mit stilisierten Olympischen Ringen |
| ------------------------------------------------------------------- | --------------------------------------------------------------------- | ----------------------------------------------------------------------- |
| —                                                                   | —                                                                     | —                                                                       |

Der niederländische Leichtathletik-Verband stellte bei den Leichtathletik-Weltmeisterschaften 2011 im koreanischen Daegu 17 Teilnehmer.

## Ergebnisse

### Männer

#### Laufdisziplinen
| Athlet                                                            | Disziplin | Vorlauf     | Vorlauf | Halbfinale  | Halbfinale | Finale        | Finale        |
| Athlet                                                            | Disziplin | Zeit        | Platz   | Zeit        | Platz      | Zeit          | Platz         |
| ----------------------------------------------------------------- | --------- | ----------- | ------- | ----------- | ---------- | ------------- | ------------- |
| Churandy Martina                                                  | 100 m     | 10,32 s     | 13      | 10,29 s     | 18         | ausgeschieden | ausgeschieden |
| Churandy Martina                                                  | 200 m     | 20,70 s     | 17      | DNS         | DNS        | ausgeschieden | ausgeschieden |
| Bram Som                                                          | 800 m     | 1:46,79 min | 19      | 1:46,69 min | 17         | ausgeschieden | ausgeschieden |
| Giovanni Codrington Brian Mariano Jerrel Feller Patrick van Luijk | 4 × 100 m | DSQ         | DSQ     |             |            | ausgeschieden | ausgeschieden |

#### Sprung/Wurf
| Athlet       | Disziplin  | Qualifikation | Qualifikation | Finale        | Finale        |
| Athlet       | Disziplin  | Weite/Höhe    | Platz         | Weite/Höhe    | Platz         |
| ------------ | ---------- | ------------- | ------------- | ------------- | ------------- |
| Erik Cadée   | Diskuswurf | 61,62 m       | 20            | ausgeschieden | ausgeschieden |
| Rutger Smith | Diskuswurf | 62,12 m       | 16            | ausgeschieden | ausgeschieden |

#### Zehnkampf
| Athlet             | Disziplin | 100 m      | Weit- sprung | Kugel- stoßen | Hoch- sprung | 400 m      | 110 m Hürden | Diskus- wurf | Stabhoch- sprung | Speer- wurf | 1500 m      | Punkte | Platz |
| ------------------ | --------- | ---------- | ------------ | ------------- | ------------ | ---------- | ------------ | ------------ | ---------------- | ----------- | ----------- | ------ | ----- |
| Eelco Sintnicolaas | Ergebnis  | 10,76 s SB | 7,29 m       | 14,13 m       | 1,93 m       | 48,35 s SB | 14,42 s      | 42,23 m SB   | 5,20 m           | 61,07 m SB  | 4:25,40 min | 8298   | 5     |
| Eelco Sintnicolaas | Punkte    | 915        | 883          | 736           | 740          | 892        | 921          | 710          | 972              | 754         | 775         | 8298   | 5     |
| Ingmar Vos         | Ergebnis  | 10,82 s SB | 7,41 m       | 13,86 m       | DNS          | -          | -            | -            | -                | -           | -           | -      | DNF   |
| Ingmar Vos         | Punkte    | 901        | 913          | 720           | 0            | -          | -            | -            | -                | -           | -           | -      | DNF   |

### Frauen

#### Laufdisziplinen
| Athletin                                                 | Disziplin | Vorlauf     | Vorlauf | Halbfinale    | Halbfinale    | Finale        | Finale        |
| Athletin                                                 | Disziplin | Zeit        | Platz   | Zeit          | Platz         | Zeit          | Platz         |
| -------------------------------------------------------- | --------- | ----------- | ------- | ------------- | ------------- | ------------- | ------------- |
| Dafne Schippers                                          | 200 m     | 22,69 s NR  | 4       | 22,92 s       | 9             | ausgeschieden | ausgeschieden |
| Yvonne Hak                                               | 800 m     | 2:03,05 min | 27      | ausgeschieden | ausgeschieden | ausgeschieden | ausgeschieden |
| Kadene Vassell Dafne Schippers Anouk Hagen Jamile Samuel | 4 × 100 m | 43,44 s NR  | 8       |               |               | ausgeschieden | ausgeschieden |

#### Sprung/Wurf
| Athletin       | Disziplin  | Qualifikation | Qualifikation | Finale        | Finale        |
| Athletin       | Disziplin  | Weite/Höhe    | Platz         | Weite/Höhe    | Platz         |
| -------------- | ---------- | ------------- | ------------- | ------------- | ------------- |
| Monique Jansen | Diskuswurf | 58,23 m       | 17            | ausgeschieden | ausgeschieden |

#### Siebenkampf
| Athletin       | Disziplin | 100 m Hürden | Hochsprung | Kugelstoßen | 200 m   | Weitsprung | Speerwurf | 800 m       | Punkte | Platz |
| -------------- | --------- | ------------ | ---------- | ----------- | ------- | ---------- | --------- | ----------- | ------ | ----- |
| Remona Fransen | Ergebnis  | 13,57 s PB   | 1,80 m     | 13,67 m     | 25,17 s | 6,06 m     | 38,03 m   | 2:16,80 min | 6027   | 18    |
| Remona Fransen | Punkte    | 1040         | 978        | 772         | 871     | 868        | 630       | 868         | 6027   | 18    |